# Gánt
Gánt község Fejér vármegyében, a Bicskei járásban, Székesfehérvártól 24 kilométerre északra. Egykor jelentős bányásztelepülés volt, ma a Vértes egyik fontos turisztikai célpontja.

## Fekvése
„A Vértes hegység déli szélének egyik bájos zugában rejtőzik Zámolytól északra, Csákberénytől keletre, Csákvártól nyugatra”
– írja Károly János Fejér vármegye története című munkájában. Székesfehérvártól 24 kilométerre található, a 8123-as út mentén, Csákvár központjával a 8121-es út köti össze. Közigazgatásilag hozzá tartozik Kőhányáspuszta is, amelyen a 8119-es út vezet keresztül, valamint Vérteskozma is, ahova az előző útból kiágazó 81 112-es számú mellékúton lehet eljutni.
A csapadék karsztvíz formájában raktározódik. A Vértes hegység földtani felépítése szerint fődolomitra épül, amit bauxitréteg fed; ez volt Magyarország első, Európában is ismert bauxitlelőhelye.

## Története
- Gánt első ismert említése 1193-ból származik, amikor III. Béla király egy oklevelében bukkan fel a neve.
- A török időkben teljesen elnéptelenedett.
- 1750-es években kezdték benépesíteni szlovák, majd német telepesek.
- 1776–1777-ben megépült a katolikus templom.
- 1781-ben már katolikus iskolája is volt.
- 1920-ban fedezték fel a környék bauxitkincsét.
- Az első külszíni bauxitbányát 1926-ban nyitották. Ebből 1988-ig bezárólag 13,6 millió tonna nyersanyagot termeltek ki.
- 1928 körül 2 kisebb települést hozzácsatoltak: Kőhányást és Vérteskozmát.
- 1950-es években Bodajk-Gánt között kisvasút létesült az ásványi anyag elszállítására.
- 1976-ban nyitották meg a település szélén lévő Bauxitbányászati Múzeumot.

### Kőhányás története
- 1753-ban említették először az egyutcás, csak néhány házból álló települést.
- 1818-ban már iskolája is volt.
- 1873-ban épült az Esterházy-kápolna az előtte lévő feszülettel.
- 1925-ben építették országúttá a települést átszelő utat. Ez az út az Esterházyak két birtokközpontját, Csákvárt és Majkot köti össze.
- 2013-ban több mint 5 millió forintból teljesen felújították az Esterházy-kápolnát.[8]

### Vérteskozma története
- Ősidők óta lakott terület.
- 1300 körül említik először, mint a Gesztesi várhoz tartozó területet.
- A török időkben elnéptelenedett.
- 1740-es évek elején az Esterházyak német telepesekkel népesítették be a települést.
- 1778-ban megépült a település katolikus temploma.
- 1908 Kozma település megkapta a „vértes” előtagot.

## Közélete

### Polgármesterei
- 1990–1994: Kovács László (független)[9]
- 1994–1998: Kovács László (független)[10]
- 1998–2002: Kovács László (független)[11]
- 2002–2006: Kovács László (Polgármesterek Fejér Megyéért)[12]
- 2006–2009: Kovács László (független)[13]
- 2009–2010: Spergelné Rádl Ibolya (független)[14]
- 2010–2014: Spergelné Rádl Ibolya (Fidesz-KDNP)[15]
- 2014–2019: Spergelné Rádl Ibolya (Fidesz-KDNP)[16]
- 2019–2020: Spergelné Rádl Ibolya (Fidesz-KDNP)[17]
- 2020–2024: Krausz János (Fidesz-KDNP)[18]
- 2024– : Krausz János (Fidesz-KDNP)[1]

A településen 2009. július 19-én időközi polgármester-választást (és képviselő-testületi választást) tartottak, az előző képviselő-testület önfeloszlatása miatt. A választáson három független jelölt indult, de az addigi polgármester nem szerepelt köztük.
2020. szeptember 27-én ismét időközi polgármester-választást (és képviselő-testületi választást) kellett tartani a településen, az előző képviselő-testület június 29-én kimondott önfeloszlatása miatt. A hivatalban lévő polgármester nem indult a választáson. Az ügy hátterében pénzügyi elszámolási gondok álltak, melyek miatt több büntetőeljárás is indult, ezek egyikében (évekkel később) az akkor leköszönt polgármester is jogerősen letöltendő szabadságvesztést kapott.

## Népesség
A település népességének változása:
| Lakosok száma | 835  | 857  | 862  | 843  | 747  | 745  | 731  |
|               | 2013 | 2014 | 2015 | 2021 | 2022 | 2023 | 2024 |

A 2011-es népszámlálás során a lakosok 60,9%-a magyarnak, 20,4% németnek mondta magát (38,7% nem nyilatkozott; a kettős identitások miatt a végösszeg nagyobb lehet 100%-nál). A vallási megoszlás a következő volt: római katolikus 36,8%, református 4,4%, evangélikus 0,5%, görögkatolikus 0,2%, felekezeten kívüli 11,5% (46,2% nem nyilatkozott).
A 2022-es népszámlálási adatok szerint a lakosság 88,1%-a magyarnak, 14,1%-a németnek, 0,5%-a cigánynak, 0,4%-a szlováknak vallotta magát (egyéb, nem hazai nemzetiség: 2,3%, 11,9% nem nyilatkozott; a kettős identitások miatt a végösszeg nagyobb lehet 100%-nál). Római katolikus felekezetűnek 37,5%, reformátusnak 5,4%, evangélikusnak 1,3%, görögkatolikusnak 0,3%, egyéb kereszténynek 0,1%, egyéb vallásúnak 0,1%, felekezeten kívülinek 23,4% vallotta magát (30,5% nem nyilatkozott).

## Nevezetességei
- Kápolnapuszta
- Vértes Tájvédelmi Körzet
- Bauxitbánya múzeum: 1926 novemberében kezdődött meg a bauxitbányászat Gánton. A bauxitbánya lelőhelyét Taeger Henrik kutatásai alapján Balás Jenő székely származású bányamérnök fedezte fel. Balás Jenő irodája a jelenlegi Vértes vendéglőben volt, ma a helyiség emlékszobaként tekinthető meg. A Gánti bánya Európa leggazdagabb bauxitbányája volt. A bányát 1962. december 31-én bezárták. Ma múzeumként működik (Balás Jenő Bauxitbányászati Kiállítás).
- Bauxit földtani park:
- Gánti-barlang

## Híres szülöttei
- Göröcs János, 62-szeres magyar válogatott labdarúgó.

## Képtár

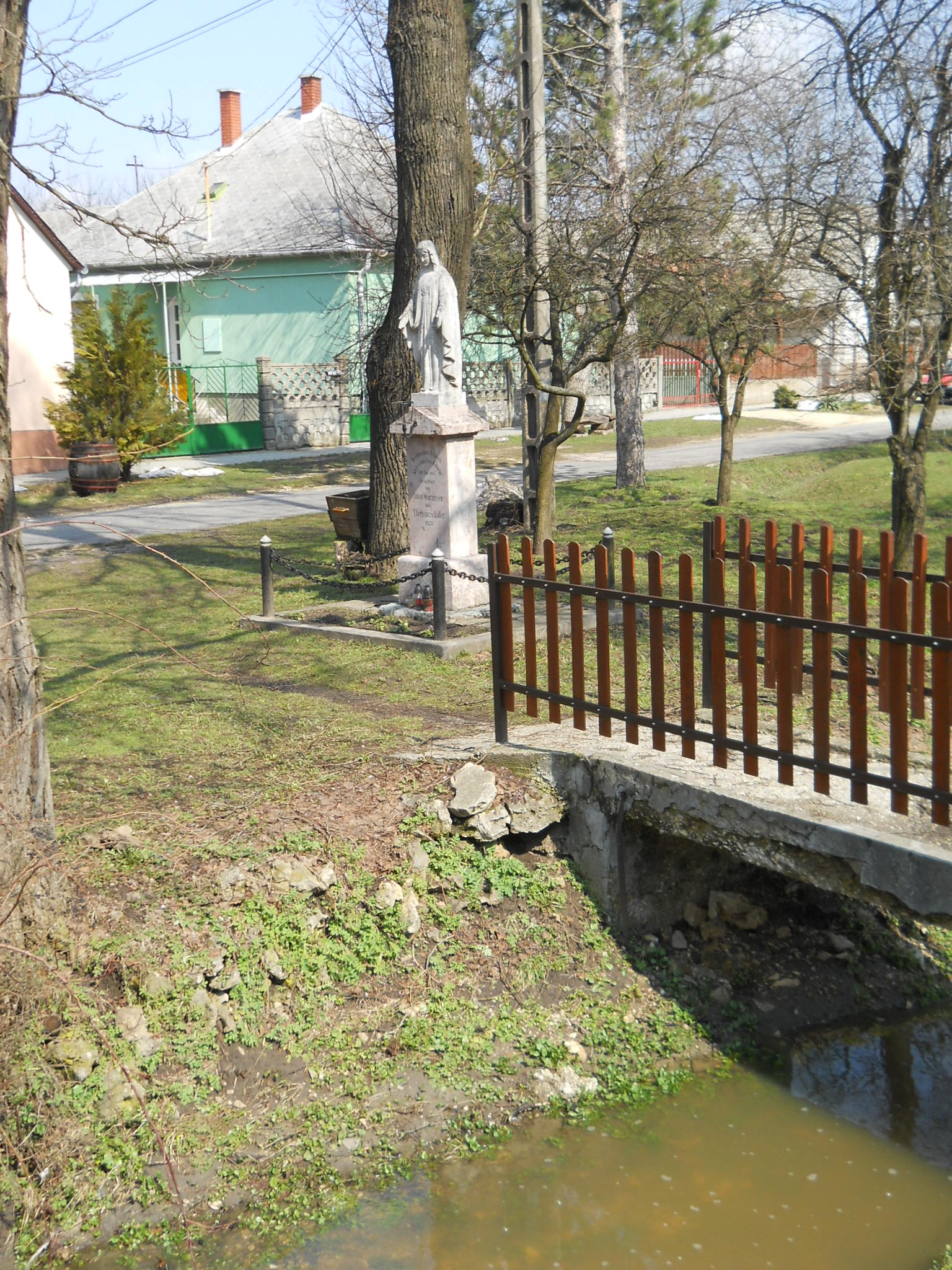
Mária-szobor
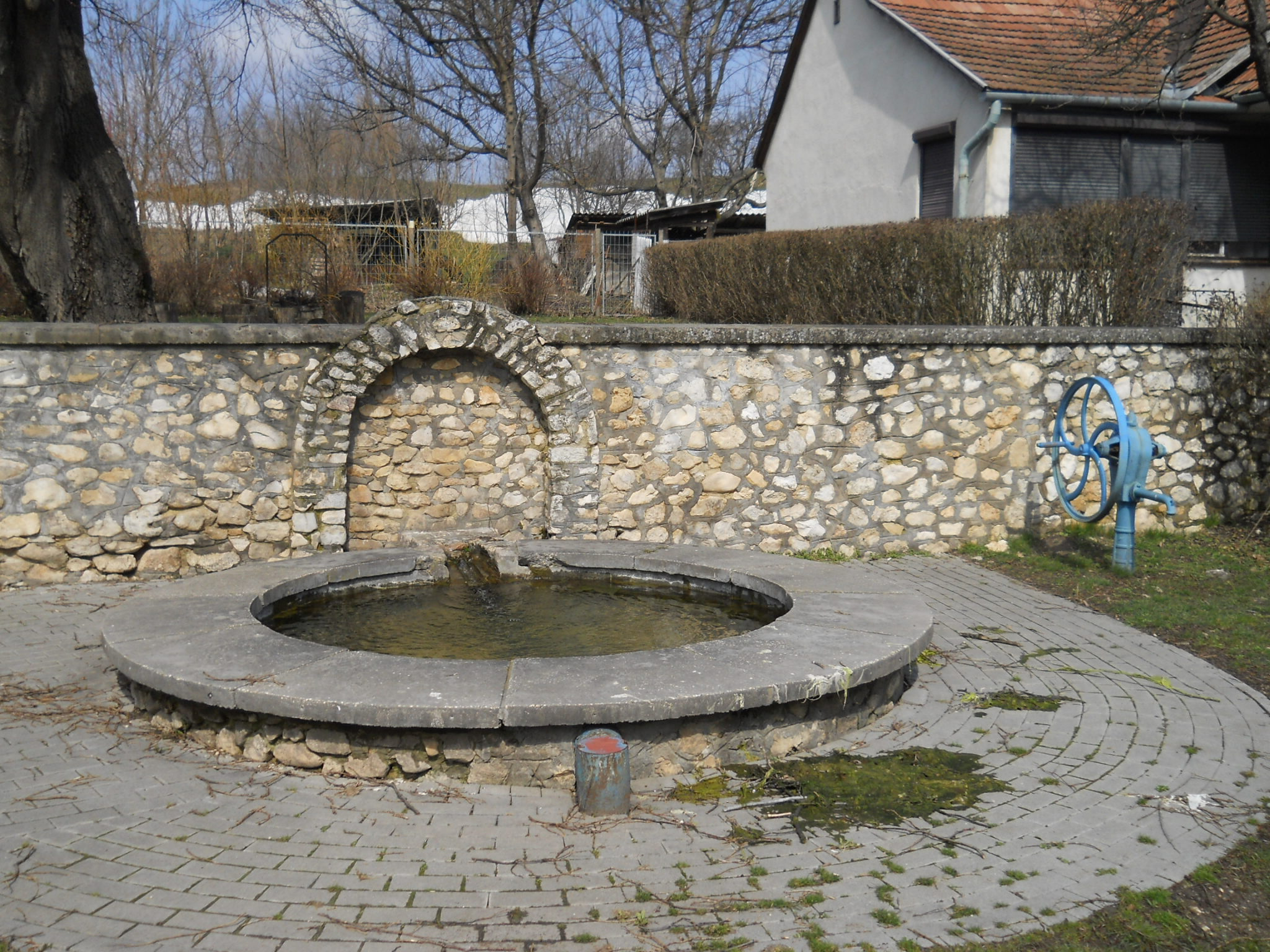
Kiépített forrás a faluban
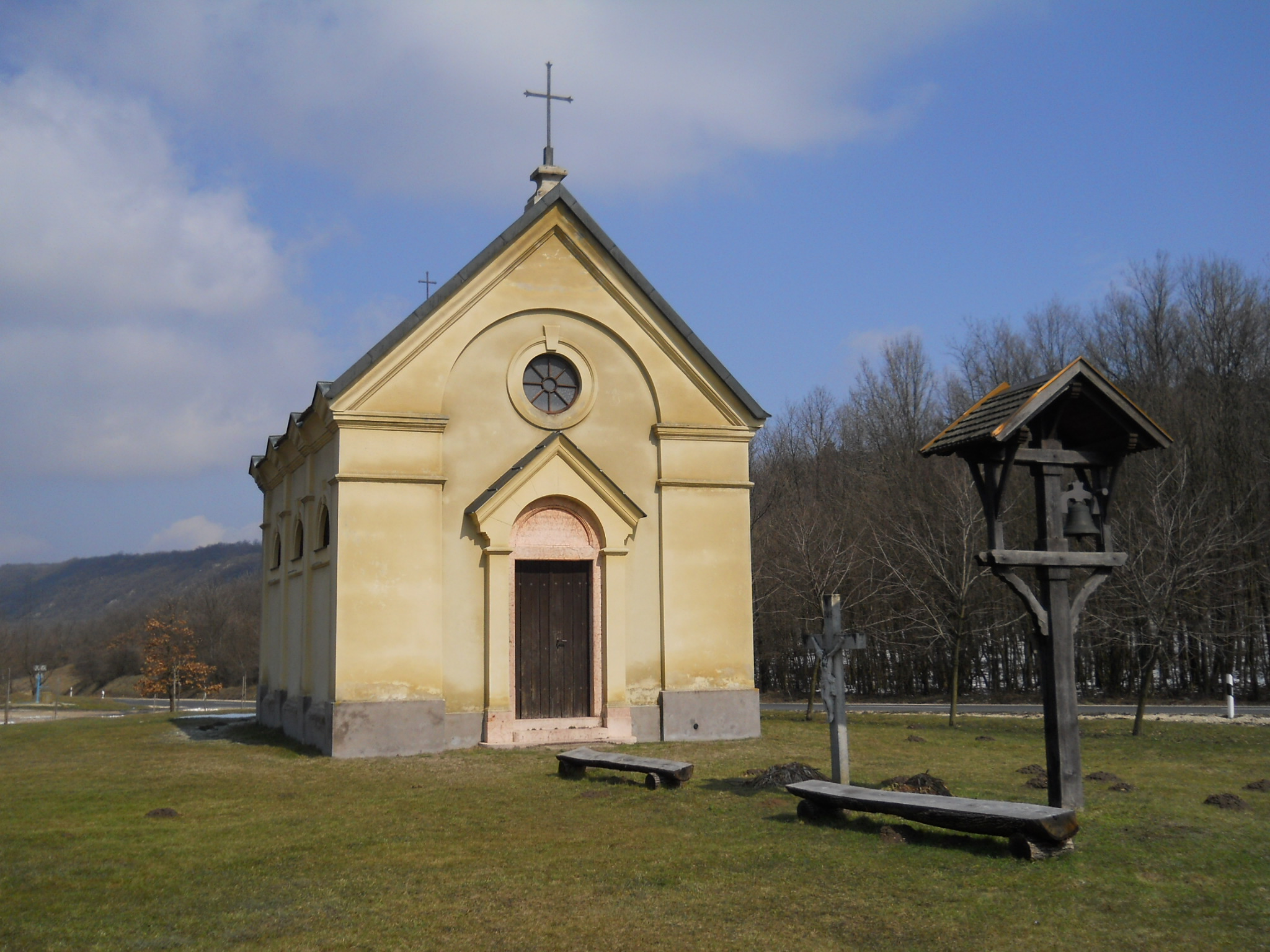
Az Esterházy-kápolna Kőhányáspusztán
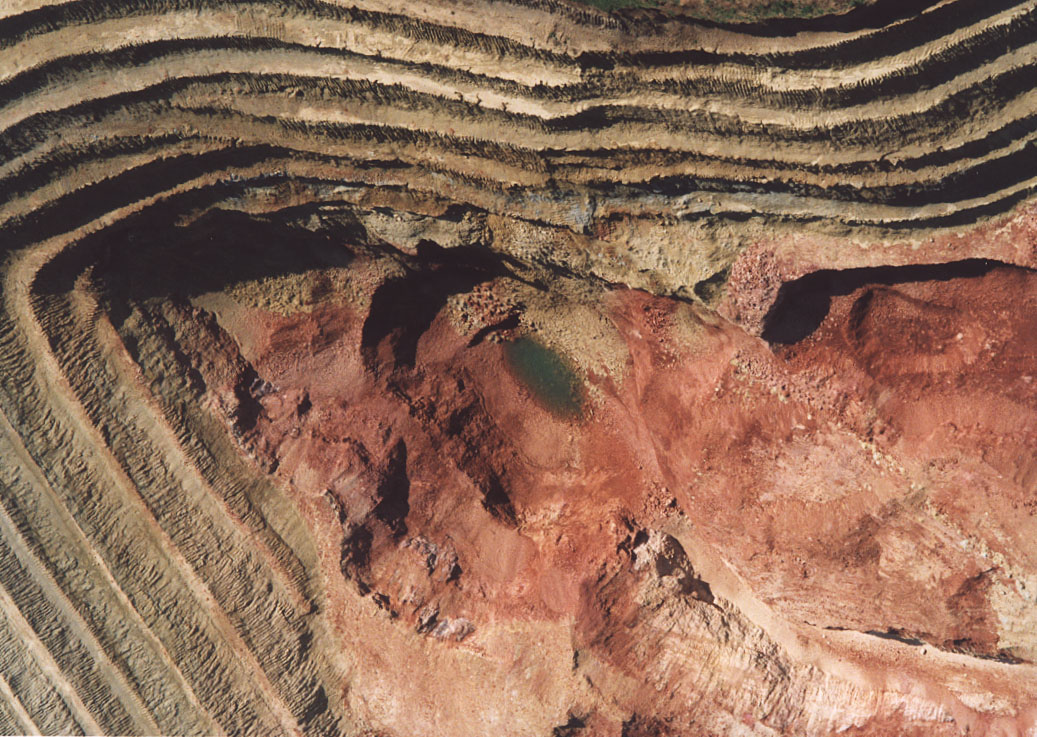
Az egykori bauxitbánya madártávlatból